# مارتين ريفاس
مارتين ريفاس (بالإسبانية: Martín Rivas Tagliabúe)‏ هو لاعب كرة قدم أوروغواياني في مركز الدفاع، ولد في 14 مارس 1992 في ريفيرا في الأوروغواي. لعب مع مونتيفيديو واندررز.

## وصلات خارجية
- مارتين ريفاس على موقع إي إس بي إن إف سي (الإنجليزية)
- مارتين ريفاس على موقع قاعدة بيانات كرة القدم.إي يو (الإنجليزية)
- مارتين ريفاس على موقع Soccerway.com (الإنجليزية)
- مارتين ريفاس على موقع AS.com (الإسبانية)